# Sender ID
Sender ID (definido na RFC 4406) é um protocolo da Microsoft derivado do SPF (de sintaxe idêntica), que valida o campo do endereço da mensagem no cabeçalho, de acordo com RFC 2822. A validação segue um algoritmo chamado PRA (Purported Responsible Address, RFC 4407).
O algoritmo certifica se o campo do cabeçalho com o endereço do email é responsável por enviar a mensagem. Como ele deriva do SPF, pode também validar o MAIL FROM, mas ele irá definir uma nova identidade e PRA e novos campos de política de envio, substituindo o MAIL FROM (MFROM by Sender ID), PRA, ou os dois. 
Sender ID é licenciado pela Microsoft, a despeito de projetos de licença pública e precisa da especificação para PRA na entrada TXT do DNS. Como isso pode causar erros de sintaxe no padrão SPF, que é mais usado, tornou-se uma política pouco implementada.